# Kieron Dyer
Kieron Courtney Dyer (Ipswich, 29 de dezembro de 1978) é um ex-futebolista inglês.

## Biografia
Nascido em Ipswich, Dyer jogou futebol juvenil para o seu clube em casa antes de ir para fazer quase 100 jogos do campeonato pelo time principal do clube. Ele foi vendido para o Newcastle United por £ 6,5 milhões, na época o mais alto preço pago para um jogador do Ipswich Town, e fez 251 jogos e 36 jogos pelo Newcastle, entre 1999 e 2007.
Após ter sido vendido para o West Ham United, Dyer sofreu vários ferimentos, restringindo-o a 35 jogos do campeonato em quatro temporadas. Depois de um empréstimo curto para o Ipswich Town, em março de 2011, ele assinou para o recém-promovido clube Queens Park Rangers para a temporada de 2011–12 da Premier League. No entanto, no QPR foi novamente marcada por lesões e fez apenas oito jogos pelo clube antes de ser vendido em janeiro de 2013. Ele representou a Inglaterra em 33 ocasiões e foi um membro dos esquadrões da Inglaterra na Copa do Mundo de 2002 e do UEFA Euro 2004 .